# Sonic Origami
Sonic Origami je dvacáté studiové album britské rockové skupiny Uriah Heep, vydané v září 1998 u vydavatelství Eagle Records. Jeho producentem byl Pip Williams a jde o poslední studiové album skupiny do roku 2008, kdy vyšlo Wake the Sleeper. Jde o poslední studiové album této skupiny, na kterém se podílel dlouholetý bubeník Lee Kerslake.

## Seznam skladeb
| Pořadí         | Název                 | Autor                             | Délka |
| -------------- | --------------------- | --------------------------------- | ----- |
| 1.             | Between Two Worlds    | Mick Box, Phil Lanzon             | 6:29  |
| 2.             | I Hear Voices         | Trevor Bolder                     | 3:55  |
| 3.             | Perfect Little Heart  | Box, Lanzon                       | 5:17  |
| 4.             | Heartless Land        | Box, Lanzon, Matthew Lanzon       | 4:44  |
| 5.             | Only the Young        | Bolder                            | 4:43  |
| 6.             | In the Moment         | Box, Lanzon                       | 6:23  |
| 7.             | Question              | Box, Lanzon                       | 5:26  |
| 8.             | Change                | Box, Lanzon                       | 6:02  |
| 9.             | Shelter From the Rain | Bolder                            | 6:10  |
| 10.            | Everything in Life    | Box, Lanzon, Bolder, Lee Kerslake | 3:15  |
| 11.            | Across the Miles      | J. Peterick, F. Sullivan          | 5:13  |
| 12.            | Feels Like            | Box, Lanzon                       | 4:37  |
| 13.            | The Golden Palace     | Box, Lanzon                       | 8:29  |
| 14.            | Sweet Pretender       | Bolder                            | 4:50  |
| Celková délka: | Celková délka:        | Celková délka:                    | 75:45 |

## Obsazení
- Bernie Shaw – zpěv
- Mick Box – kytara
- Trevor Bolder – baskytara, zpěv
- Phil Lanzon – klávesy, zpěv
- Lee Kerslake – bicí